# 木圭镇
木圭镇，是中华人民共和国广西壮族自治区贵港市桂平市下辖的一个乡镇级行政单位。

## 行政区划
木圭镇下辖以下地区：
木圭村、洪源村、四德村、新木村、合江村、大朗村、祝兴村、宁凤村、上冲村、竹社村、金垌村和龙安村。